# ضمير أبلة حكمت (مسلسل)
ضمير أبلة حكمت مسلسل درامي اجتماعي مصري أنتج عام 1991 من إخراج المخرجة المصرية إنعام محمد علي وهو أول مسلسل قامت ببطولته الفنانة فاتن حمامة الملقبة بسيدة الشاشة العربية.أول عرض عام 1994م.

## قصة المسلسل
"حكمت" فاتن حمامة ناظرة مدرسة للبنات تحاول تحقيق حلمها بتطبيق تجربتها التربوية على كافة مدارس الإسكندرية ولكن تقف في وجهها عقبات كثيرة داخل المدرسة وخارجها، ويتم تعيين وكيلة وزارة غيرها علما بأحقيتها إلا أن يتم تكريمها وإطلاق اسمها على مدرسة نور المعارف كنوع من الاعتراف بفضلها في تطبيق تجربة مميزة في مجال التربية والتعليم.وقد شاركها البطولة الفنان المصري الراحل أحمد مظهر ونخبة من الممثلين عدد حلقات المسلسل 15 ومدة كل حلقة 45 دقيقة.

## شخصيات المسلسل
- فاتن حمامة بدور "حكمت هاشم"
- أحمد مظهر بدور "القبطان وجيه"
- جميل راتب بدور "صلاح أبو رحاب"
- عايدة عبد العزيز بدور "زاهية"
- يوسف شعبان بدور "أمجد"
- حسن مصطفى.[1]  بدور "عوض الله الرشيدي"
- رشوان توفيق بدور "فؤاد"
- صلاح قابيل بدور المحافظ
- يسري مصطفى بدور "أكرم"
- عبد الله فرغلي  بدور "المنشاوي أبو السعد"
- أحمد خميس بدور وزير التعليم
- عطية عويس بدور
- مدحت مرسي بدور
- سميرة عبد العزيز بدور "مارسيل"
- أحمد عقل  بدور
- سناء يونس بدور "رجوات"
- عبلة كامل بدور "تُقي"
- محمود الجندي بدور "أشرف"
- ليلى حمادة بدور "ميرفت"
- سوسن بدر بدور "هيا"
- إبراهيم يسري  بدور "بهاء"
- نهى العمروسي بدور "شيرين"
- محمود الشاذلي بدور
- أحمد عبد الجواد بدور
- ماجدة حمادة بدور "شهرت"
- صابرين بدور "ريم"
- محمد كامل بدور "جابر"
- لطفى لبيب بدور "أبو أشرف"
- نشوى مصطفى  بدور "عبير"
- ميرنا المهندس  بدور
- وائل سامي بدور "باسم"
- منال عبد اللطيف بدور "بسمة"

## فريق العمل
كان المسلسل نقطة انطلاق للعديد من الممثلين بالإضافة للمسات الموسيقار الكبير عمر خيرت في الموسيقى التصويرية.
- إخراج: إنعام محمد علي
- القصة والسيناريو والحوار: أسامة أنور عكاشة
- موسيقى تصويرية: عمر خيرت.

## احداث الحلقات
|    | احداث الحلقة | المصدر |
| -- | --- | ------ |
| 1  | |        |
| 2  | |        |
| 3  | |        |
| 4  | |        |
| 5  | |        |
| 6  | |        |
| 7  | |        |
| 8  | |        |
| 9  | |        |
| 10 | |        |
| 11 | |        |
| 12 | |        |
| 13 | |        |
| 14 | |        |
| 15 | بعد ان علمت أبلة حكمت تربص اختها وأخيها لها للحجز علي ممتلكاتها وطمعهما في اموالها فتقرر أبلة حكمت انها سوف تقوم بإرجاع الأموال التي اعطاها لها صلاح ابو رحاب ثم يقرر المدرسين في مدرستها نور المعارف ان يقومو بعمل حفل تكريم لها علي مجهوداتها في التربية والتعليم |        |